# Martin Laursen (Handballspieler)
Martin Laursen (* 8. März 1995 in Grindsted, Dänemark) ist ein dänischer Handballspieler, der bislang 78 mal in der 2. Bundesliga auflief.

## Karriere
Laursen begann das Handballspielen in seinem Geburtsort Grindsted. In der B-Jugend wechselte er zu Skanderborg Håndbold. Laursen spielte bis zur A-Jugend für Skanderborg und wurde dort auch in der Herrenmannschaft eingesetzt, die in der höchsten dänischen Spielklasse antrat. Im Sommer 2014 schloss er sich dem deutschen Zweitligisten SV Henstedt-Ulzburg an. Nach der Saison 2015/16 zog Henstedt-Ulzburg seinen Lizenzantrag für die 2. Bundesliga zurück und stieg in die 3. Liga ab. Anschließend bildete der SV Henstedt-Ulzburg mit dem HSV Norderstedt die Spielgemeinschaft HSG Nord HU, für die Laursen auflief. Nach der Saison 2016/17 wurde die Spielgemeinschaft aufgelöst und er gehörte dem Kader der HSV Norderstedt an. Da Norderstedt seine Mannschaft noch vor Saisonbeginn 2017/18 zurückzog, war er anschließend vertragslos. Im Oktober 2017 nahm ihm der Drittligist HG Hamburg-Barmbek unter Vertrag. 2018 stieg er mit Barmbek in die Oberliga ab. Ein Jahr später kehrte er mit Barmbek in die 3. Liga zurück. Nach der Saison 2019/20 verließ er Barmbek und schloss sich dem Oberligisten HT Norderstedt an. Mit Norderstedt stieg er 2022 in die Hamburgliga ab. Nach der Saison 2022/23 verließ er den Verein.
Laursen bestritt Länderspiele für die dänische Jugend-Nationalmannschaft.